# Allemansend

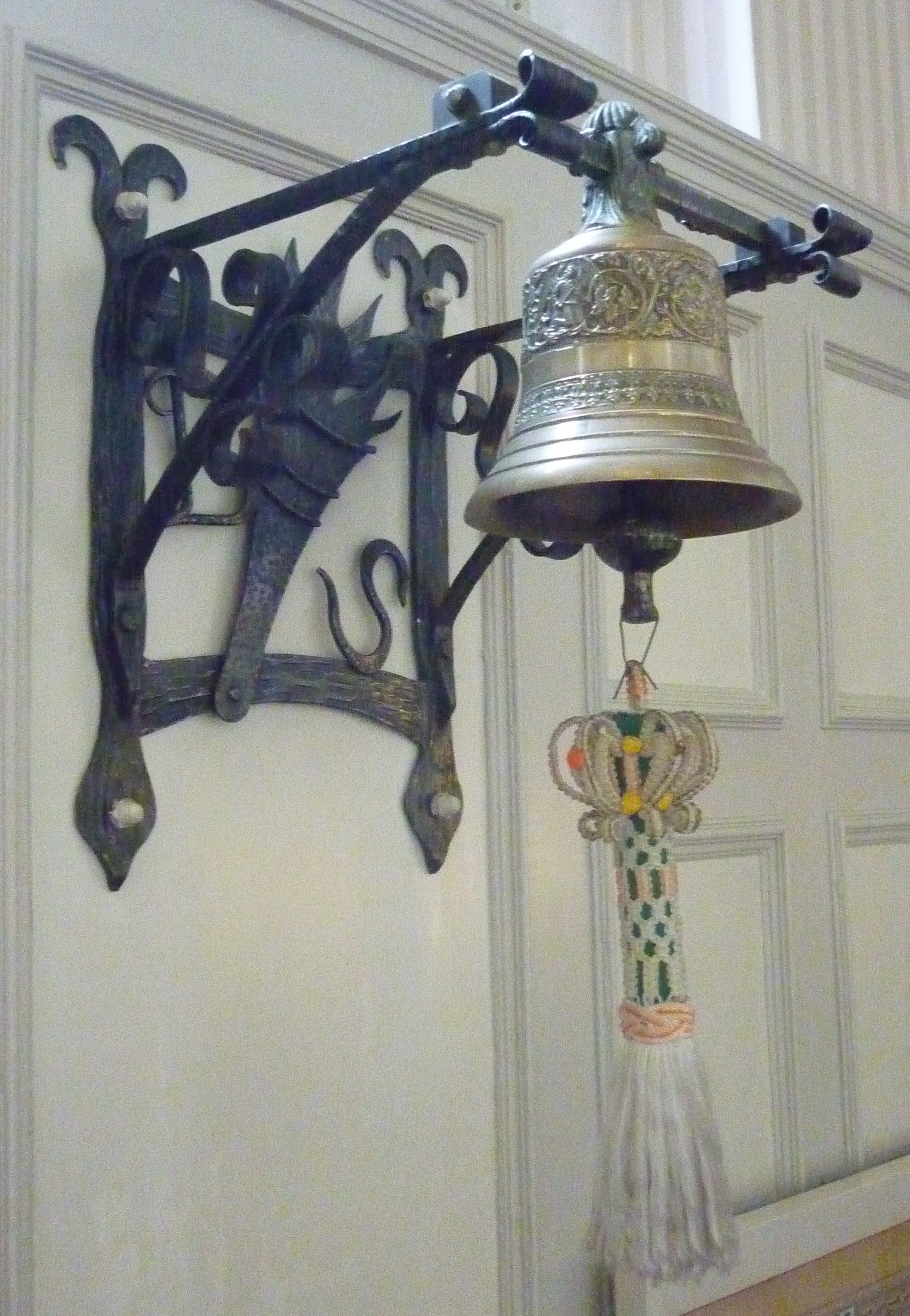
Luidbel op De Zwaluwenberg met een decoratief allemansend

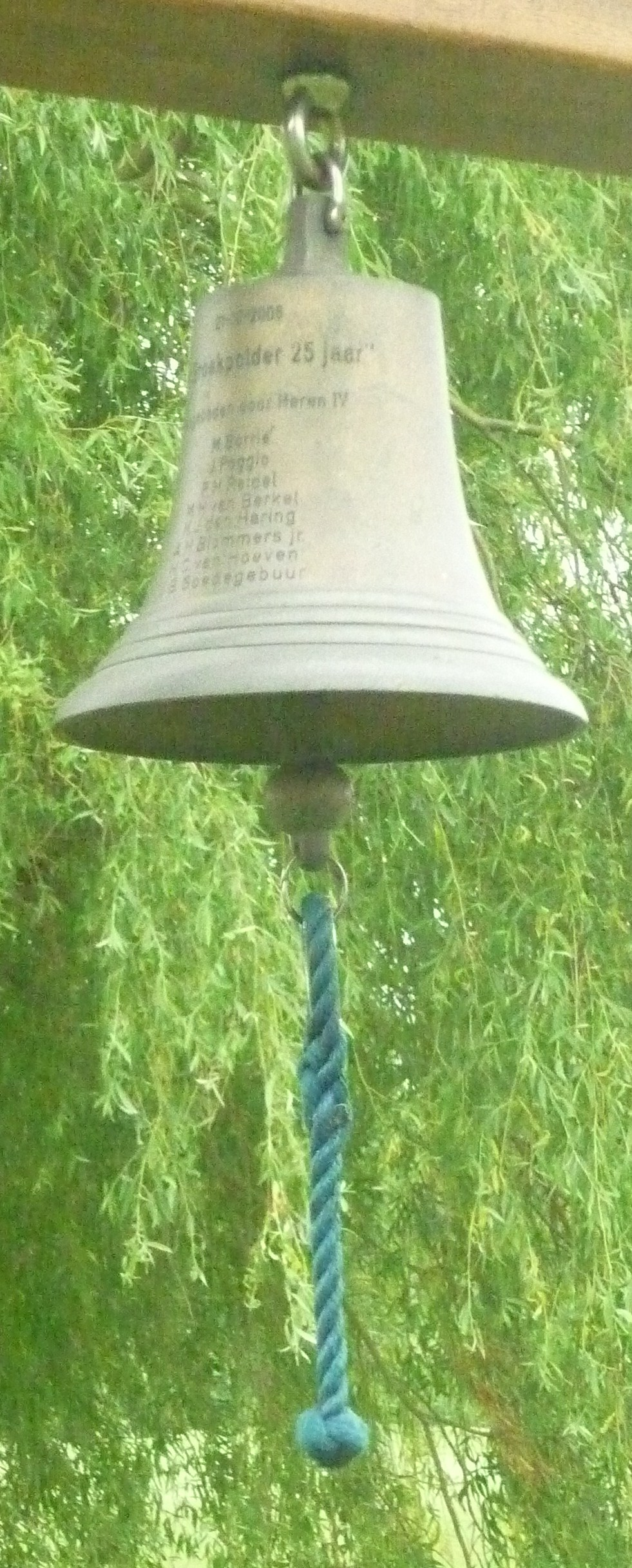
Luidbel op golfbaan Broekpolder met eenvoudig allemansend

Een allemansend of allemanseind is een rijkelijk versierd stuk touw dat bevestigd is aan de klepel van een scheepsbel of luidklok. Het allemansend wordt gebruikt om de bel handmatig te luiden.
Van oorsprong is het allemansend het resultaat van rivaliteit tussen schiemannen,  die hun vaardigheid toonden door het maken van versieringen (bijvoorbeeld kardeelknopen) op een stukje touw. Die eindjes bleven bewaard en werden in het zicht gehangen, zoals aan de scheepsbel of puur decoratief.
Een omstreden theorie is, dat het allemansend een stuk touw zou zijn met daaraan een kwast dat vroeger, rond de Gouden Eeuw, toen toiletpapier nog niet bestond, gebruikt werd op schepen voor de persoonlijke hygiëne. Na het poepen gebruikte men het allemansend om de bilspleet schoon te vegen waarna het allemansend weer terug in zee werd gegooid. Door het zoute zeewater bleef het uiteinde van het touw schoon. Het andere gedeelte van het touw zat vast aan de reling. Voorbeelden hiervan zijn te zien op de replica van het VOC-schip Batavia op de Bataviawerf in Lelystad en op de Halve Maen te Hoorn.

## Trivia
- De luidbel die op De Zwaluwenberg hangt, was van prins Bernhard. Het allemanseind werd op 29 mei 1967 aangeboden door Ktz Eric Roest bij zijn vertrek van de Staf I.G.K.
- De luidbel op golfbaan Broekpolder werd in 2006 door competitieteam Heren IV aangeboden ter gelegenheid van het 25-jarig bestaan van de club. Hij hangt aan de linkerkant van de fairway van hole 15. Doordat er een heuvel in de fairway is, kunnen de spelers op de tee niet zien of de spelers voor hun al weg zijn en of ze al kunnen afslaan. Door de klok te luiden geven de spelers het bericht door dat het veilig is om af te slaan.